# Sutphin Boulevard
Sutphin Boulevard è una fermata della metropolitana di New York situata sulla linea IND Queens Boulevard. Nel 2019 è stata utilizzata da 1 345 420 passeggeri. È servita dalla linea F, attiva 24 ore su 24. Durante le ore di punta fermano occasionalmente alcune corse della linea E.

## Storia
La stazione fu aperta il 24 aprile 1937.

## Strutture e impianti
La stazione è sotterranea, ha due banchine laterali e quattro binari, i due esterni per i treni locali e i due interni per quelli espressi. È posta al di sotto di Hillside Avenue e possiede un totale di cinque ingressi, due all'incrocio con 144th Street e tre all'incrocio con Sutphin Boulevard.

## Interscambi
La stazione è servita da alcune autolinee gestite da MTA Bus e NYCT Bus.
- Fermata autobus